# Le Plessis-aux-Bois
Le Plessis-aux-Bois – miejscowość i gmina we Francji, w regionie Île-de-France, w departamencie Sekwana i Marna.
Według danych na rok 1990 gminę zamieszkiwały 132 osoby, a gęstość zaludnienia wynosiła 39 osób/km² (wśród 1287 gmin regionu Île-de-France Le Plessis-aux-Bois plasuje się na 1041. miejscu pod względem liczby ludności, natomiast pod względem powierzchni na miejscu 794.).